# WTA Tour 2007
Il WTA Tour 2007 è iniziato il 1º gennaio con il Mondial Australian Women's Hardcourts 2007 e l'ASB Classic 2007 e si è concluso l'11 novembre con la finale del WTA Tour Championships 2007.
Il WTA Tour è una serie di tornei femminili di tennis
organizzati dalla WTA. Questa include i tornei del Grande Slam (organizzati in collaborazione con la International Tennis Federation (ITF)), il WTA Tour Championships e i tornei delle categorie Tier I, Tier II, Tier III e Tier IV.

## Gennaio
| Settimana                | Torneo                                                                                      | Categoria   | Vincitrici                                               | Finaliste                                      | Semifinaliste                    | Eliminate ai quarti                                         |
| ------------------------ | ------------------------------------------------------------------------------------------- | ----------- | -------------------------------------------------------- | ---------------------------------------------- | -------------------------------- | ----------------------------------------------------------- |
| 1º gennaio               | Mondial Australian Women's Hardcourts 2007 Gold Coast, Australia Cemento Singolare - Doppio | Tier III    | Dinara Safina 6–3, 3–6, 7–5                              | Martina Hingis                                 | Tathiana Garbin Shahar Peer      | Catalina Castaño Elena Vesnina Ana Ivanović Samantha Stosur |
| 1º gennaio               | Mondial Australian Women's Hardcourts 2007 Gold Coast, Australia Cemento Singolare - Doppio | Tier III    | Dinara Safina Katarina Srebotnik 6–3, 6–4                | Iveta Benešová Galina Voskoboeva               | Tathiana Garbin Shahar Peer      | Catalina Castaño Elena Vesnina Ana Ivanović Samantha Stosur |
| 1º gennaio               | ASB Classic 2007 Auckland, Nuova Zelanda Cemento Singolare - Doppio                         | Tier IV     | Jelena Janković 7–6(9), 5–7, 6–3                         | Vera Zvonarëva                                 | Camille Pin Jill Craybas         | Émilie Loit Paola Suárez Eléni Daniilídou Virginie Razzano  |
| 1º gennaio               | ASB Classic 2007 Auckland, Nuova Zelanda Cemento Singolare - Doppio                         | Tier IV     | Janette Husárová Paola Suárez 6–0, 6–2                   | Hsieh Su-wei Shikha Uberoi                     | Camille Pin Jill Craybas         | Émilie Loit Paola Suárez Eléni Daniilídou Virginie Razzano  |
| 8 gennaio                | Medibank International 2007 Sydney, Australia Cemento Singolare - Doppio                    | Tier II     | Kim Clijsters 4–6, 7–6(1), 6–4                           | Jelena Janković                                | Nicole Vaidišová Li Na           | Amélie Mauresmo Ana Ivanović Shahar Peer Katarina Srebotnik |
| 8 gennaio                | Medibank International 2007 Sydney, Australia Cemento Singolare - Doppio                    | Tier II     | Anna-Lena Grönefeld Meghann Shaughnessy 6–3, 3–6, 7–6(2) | Marion Bartoli Meilen Tu                       | Nicole Vaidišová Li Na           | Amélie Mauresmo Ana Ivanović Shahar Peer Katarina Srebotnik |
| 8 gennaio                | Moorilla Hobart International 2007 Hobart, Australia Cemento Singolare - Doppio             | Tier IV     | Anna Čakvetadze 6–3, 7–6(3)                              | Vasilisa Bardina                               | Sania Mirza Sybille Bammer       | Zheng Jie Alicia Molik Catalina Castaño Serena Williams     |
| 8 gennaio                | Moorilla Hobart International 2007 Hobart, Australia Cemento Singolare - Doppio             | Tier IV     | Elena Lichovceva Elena Vesnina 2–6, 6–1, 6–2             | Anabel Medina Garrigues Virginia Ruano Pascual | Sania Mirza Sybille Bammer       | Zheng Jie Alicia Molik Catalina Castaño Serena Williams     |
| 15 gennaio (2 Settimane) | Australian Open 2007 Melbourne, Australia Cemento Singolare - Doppio - Doppio misto         | Grande Slam | Serena Williams 6–1, 6–2                                 | Marija Šarapova                                | Kim Clijsters Nicole Vaidišová   | Shahar Peer Lucie Šafářová Anna Čakvetadze Martina Hingis   |
| 15 gennaio (2 Settimane) | Australian Open 2007 Melbourne, Australia Cemento Singolare - Doppio - Doppio misto         | Grande Slam | Black Huber 6–4, 6(4)–7, 6–1                             | Chan Chuang                                    | Kim Clijsters Nicole Vaidišová   | Shahar Peer Lucie Šafářová Anna Čakvetadze Martina Hingis   |
| 15 gennaio (2 Settimane) | Australian Open 2007 Melbourne, Australia Cemento Singolare - Doppio - Doppio misto         | Grande Slam | Doppio misto: Daniel Nestor Elena Lichovceva 6–4, 6–4    | Maks Mirny Viktoryja Azaranka                  | Kim Clijsters Nicole Vaidišová   | Shahar Peer Lucie Šafářová Anna Čakvetadze Martina Hingis   |
| 29 gennaio               | Toray Pan Pacific Open 2007 Tokyo, Giappone Cemento Singolare - Doppio                      | Tier I      | Martina Hingis 6–4, 6–2                                  | Ana Ivanović                                   | Elena Dement'eva Marija Šarapova | Jelena Janković Samantha Stosur Ai Sugiyama Roberta Vinci   |
| 29 gennaio               | Toray Pan Pacific Open 2007 Tokyo, Giappone Cemento Singolare - Doppio                      | Tier I      | Lisa Raymond Samantha Stosur 7–6(6), 3–6, 7–5            | Vania King Rennae Stubbs                       | Elena Dement'eva Marija Šarapova | Jelena Janković Samantha Stosur Ai Sugiyama Roberta Vinci   |

## Febbraio
| Settimana   | Torneo                                                                                | Categoria | Vincitrici                                             | Finaliste                               | Semifinaliste                          | Eliminate ai quarti                                                     |
| ----------- | ------------------------------------------------------------------------------------- | --------- | ------------------------------------------------------ | --------------------------------------- | -------------------------------------- | ----------------------------------------------------------------------- |
| 5 febbraio  | Open Gaz de France 2007 Parigi, Francia Cemento (indoor) Singolare - Doppio           | Tier II   | Nadia Petrova 4–6, 6–1, 6–4                            | Lucie Šafářová                          | Justine Henin Amélie Mauresmo          | Tatiana Golovin Svetlana Kuznecova Dinara Safina Anna Čakvetadze        |
| 5 febbraio  | Open Gaz de France 2007 Parigi, Francia Cemento (indoor) Singolare - Doppio           | Tier II   | Cara Black Liezel Huber 6–2, 6–0                       | Gabriela Navrátilová Vladimíra Uhlířová | Justine Henin Amélie Mauresmo          | Tatiana Golovin Svetlana Kuznecova Dinara Safina Anna Čakvetadze        |
| 5 febbraio  | Pattaya Women's Open 2007 Pattaya City, Thailandia Cemento Singolare - Doppio         | Tier IV   | Sybille Bammer 7–5, 3–6, 7–5                           | Gisela Dulko                            | Sania Mirza Peng Shuai                 | Mara Santangelo Martina Suchá Nicole Pratt Tzipora Obziler              |
| 5 febbraio  | Pattaya Women's Open 2007 Pattaya City, Thailandia Cemento Singolare - Doppio         | Tier IV   | Nicole Pratt Mara Santangelo 6–4, 7–6(4)               | Yung-Jan Chan Chia-Jung Chuang          | Sania Mirza Peng Shuai                 | Mara Santangelo Martina Suchá Nicole Pratt Tzipora Obziler              |
| 12 febbraio | Proximus Diamond Games 2007 Anversa, Belgio Cemento (indoor) Singolare - Doppio       | Tier II   | Amélie Mauresmo 6–4, 7–6(4)                            | Kim Clijsters                           | Anna Čakvetadze Tatiana Golovin        | Dinara Safina Ana Ivanović Nadia Petrova Elena Lichovceva               |
| 12 febbraio | Proximus Diamond Games 2007 Anversa, Belgio Cemento (indoor) Singolare - Doppio       | Tier II   | Cara Black Liezel Huber 7–5, 4–6, 6–1                  | Elena Lichovceva Elena Vesnina          | Anna Čakvetadze Tatiana Golovin        | Dinara Safina Ana Ivanović Nadia Petrova Elena Lichovceva               |
| 12 febbraio | Bangalore Open 2007 Bangalore, India Cemento Singolare - Doppio                       | Tier III  | Jaroslava Švedova 6–4, 6–4                             | Mara Santangelo                         | Ol'ga Savčuk Tzipora Obziler           | Jelena Kostanić Tošić Melinda Czink Sania Mirza Yurika Sema             |
| 12 febbraio | Bangalore Open 2007 Bangalore, India Cemento Singolare - Doppio                       | Tier III  | Yung-Jan Chan Chia-Jung Chuang 6(4)–7, 6–2, 10–9       | Hsieh Su-wei Alla Kudrjavceva           | Ol'ga Savčuk Tzipora Obziler           | Jelena Kostanić Tošić Melinda Czink Sania Mirza Yurika Sema             |
| 19 febbraio | Dubai Tennis Championships 2007 Dubai, Emirati Arabi Uniti Cemento Singolare - Doppio | Tier II   | Justine Henin 6–4, 7–5                                 | Amélie Mauresmo                         | Svetlana Kuznecova Jelena Janković     | Eléni Daniilídou Martina Hingis Daniela Hantuchová Patty Schnyder       |
| 19 febbraio | Dubai Tennis Championships 2007 Dubai, Emirati Arabi Uniti Cemento Singolare - Doppio | Tier II   | Cara Black Liezel Huber 7–6(5), 6–4                    | Svetlana Kuznecova Alicia Molik         | Svetlana Kuznecova Jelena Janković     | Eléni Daniilídou Martina Hingis Daniela Hantuchová Patty Schnyder       |
| 19 febbraio | M.K. Championships 2007 Memphis, USA Cemento (indoor) Singolare - Doppio              | Tier III  | Venus Williams 6–1, 6–1                                | Shahar Peer                             | Meilen Tu Ioana Raluca Olaru           | Sofia Arvidsson Samantha Stosur Bethanie Mattek Laura Granville         |
| 19 febbraio | M.K. Championships 2007 Memphis, USA Cemento (indoor) Singolare - Doppio              | Tier III  | Nicole Pratt Bryanne Stewart 7–5, 4–6, 10–5            | Jarmila Gajdošová Akiko Morigami        | Meilen Tu Ioana Raluca Olaru           | Sofia Arvidsson Samantha Stosur Bethanie Mattek Laura Granville         |
| 19 febbraio | Copa Colsanitas 2007 Bogotà, Colombia Terra rossa Singolare - Doppio                  | Tier III  | Roberta Vinci 6(5)–7, 6–4, 0–3 rit.                    | Tathiana Garbin                         | Flavia Pennetta Lourdes Domínguez Lino | Émilie Loit Klára Zakopalová Nathalie Viérin Barbora Záhlavová-Strýcová |
| 19 febbraio | Copa Colsanitas 2007 Bogotà, Colombia Terra rossa Singolare - Doppio                  | Tier III  | Lourdes Domínguez Lino Paola Suárez 1–6, 6–3, 11–9     | Flavia Pennetta Roberta Vinci           | Flavia Pennetta Lourdes Domínguez Lino | Émilie Loit Klára Zakopalová Nathalie Viérin Barbora Záhlavová-Strýcová |
| 26 febbraio | Qatar Total Open 2007 Doha, Qatar Cemento Singolare - Doppio                          | Tier II   | Justine Henin 6–4, 6–2                                 | Svetlana Kuznecova                      | Jelena Janković Daniela Hantuchová     | Martina Hingis Francesca Schiavone Kateryna Bondarenko Patty Schnyder   |
| 26 febbraio | Qatar Total Open 2007 Doha, Qatar Cemento Singolare - Doppio                          | Tier II   | Martina Hingis Marija Kirilenko 6–1, 6–1               | Ágnes Szávay Vladimíra Uhlířová         | Jelena Janković Daniela Hantuchová     | Martina Hingis Francesca Schiavone Kateryna Bondarenko Patty Schnyder   |
| 26 febbraio | Abierto Mexicano de Tenis 2007 Acapulco, Messico Terra rossa Singolare - Doppio       | Tier III  | Émilie Loit 7–6(0), 6–4                                | Flavia Pennetta                         | Julia Schruff Sara Errani              | Alizé Cornet Gisela Dulko Melissa Torres Tathiana Garbin                |
| 26 febbraio | Abierto Mexicano de Tenis 2007 Acapulco, Messico Terra rossa Singolare - Doppio       | Tier III  | Lourdes Domínguez Lino Arantxa Parra Santonja 6–3, 6–3 | Émilie Loit Nicole Pratt                | Julia Schruff Sara Errani              | Alizé Cornet Gisela Dulko Melissa Torres Tathiana Garbin                |

## Marzo
| Settimana              | Torneo                                                              | Categoria | Vincitrici                                  | Finaliste                      | Semifinaliste               | Eliminate ai quarti                                         |
| ---------------------- | ------------------------------------------------------------------- | --------- | ------------------------------------------- | ------------------------------ | --------------------------- | ----------------------------------------------------------- |
| 5 marzo (2 Settimane)  | Indian Wells Open 2007 Indian Wells, USA Cemento Singolare - Doppio | Tier I    | Daniela Hantuchová 6–3, 6–4                 | Svetlana Kuznecova             | Li Na Sybille Bammer        | Vera Zvonarëva Shahar Peer Tatiana Golovin Nicole Vaidišová |
| 5 marzo (2 Settimane)  | Indian Wells Open 2007 Indian Wells, USA Cemento Singolare - Doppio | Tier I    | Lisa Raymond Samantha Stosur 6–3, 7–5       | Yung-Jan Chan Chuang Chia-jung | Li Na Sybille Bammer        | Vera Zvonarëva Shahar Peer Tatiana Golovin Nicole Vaidišová |
| 19 marzo (2 Settimane) | Sony Ericsson Open 2007 Miami, USA Cemento Singolare - Doppio       | Tier I    | Serena Williams 0–6, 7–5, 6–3               | Justine Henin                  | Shahar Peer Anna Čakvetadze | Nicole Vaidišová Tathiana Garbin Li Na Nadia Petrova        |
| 19 marzo (2 Settimane) | Sony Ericsson Open 2007 Miami, USA Cemento Singolare - Doppio       | Tier I    | Lisa Raymond Samantha Stosur 6–4, 3–6, 10–2 | Cara Black Liezel Huber        | Shahar Peer Anna Čakvetadze | Nicole Vaidišová Tathiana Garbin Li Na Nadia Petrova        |

## Aprile
| Settimana | Torneo                                                                                   | Categoria | Vincitrici                                        | Finaliste                                      | Semifinaliste                         | Eliminate ai quarti                                                           |
| --------- | ---------------------------------------------------------------------------------------- | --------- | ------------------------------------------------- | ---------------------------------------------- | ------------------------------------- | ----------------------------------------------------------------------------- |
| 2 aprile  | Bausch & Lomb Champs. 2007 Amelia Island, USA Terra verde Singolare - Doppio             | Tier II   | Tatiana Golovin 6–2, 6–1                          | Nadia Petrova                                  | Ana Ivanović Sybille Bammer           | Dinara Safina Daniela Hantuchová Venus Williams Jelena Janković               |
| 2 aprile  | Bausch & Lomb Champs. 2007 Amelia Island, USA Terra verde Singolare - Doppio             | Tier II   | Mara Santangelo Katarina Srebotnik 6–3, 7–6(4)    | Anabel Medina Garrigues Virginia Ruano Pascual | Ana Ivanović Sybille Bammer           | Dinara Safina Daniela Hantuchová Venus Williams Jelena Janković               |
| 9 aprile  | Family Circle Cup 2007 Charleston, USA Terra verde Singolare - Doppio                    | Tier I    | Jelena Janković 6–2, 6–2                          | Dinara Safina                                  | Vera Zvonarëva Venus Williams         | Michaëlla Krajicek Tatiana Golovin Anabel Medina Garrigues Katarina Srebotnik |
| 9 aprile  | Family Circle Cup 2007 Charleston, USA Terra verde Singolare - Doppio                    | Tier I    | Yan Zi Zheng Jie 7–5, 6–0                         | Peng Shuai Sun Tiantian                        | Vera Zvonarëva Venus Williams         | Michaëlla Krajicek Tatiana Golovin Anabel Medina Garrigues Katarina Srebotnik |
| 23 aprile | Gaz de France Budapest Grand Prix 2007 Budapest, Ungheria Terra rossa Singolare - Doppio | Tier III  | Gisela Dulko 6(2)–7, 6–2, 6–2                     | Sorana Cîrstea                                 | Ágnes Szávay Karin Knapp              | Ol'ga Savčuk Émilie Loit Anne Kremer Eléni Daniilídou                         |
| 23 aprile | Gaz de France Budapest Grand Prix 2007 Budapest, Ungheria Terra rossa Singolare - Doppio | Tier III  | Ágnes Szávay Vladimíra Uhlířová 7–5, 6–2          | Martina Müller Gabriela Navrátilová            | Ágnes Szávay Karin Knapp              | Ol'ga Savčuk Émilie Loit Anne Kremer Eléni Daniilídou                         |
| 30 aprile | Warsaw Open 2007 Varsavia, Polonia Terra rossa Singolare - Doppio                        | Tier II   | Justine Henin 6–1, 6–3                            | Al'ona Bondarenko                              | Jelena Janković Svetlana Kuznecova    | Mara Santangelo Anna Čakvetadze Venus Williams Julia Vakulenko                |
| 30 aprile | Warsaw Open 2007 Varsavia, Polonia Terra rossa Singolare - Doppio                        | Tier II   | Vera Duševina Tetjana Perebyjnis 7–5, 3–6, 10–2   | Elena Lichovceva Elena Vesnina                 | Jelena Janković Svetlana Kuznecova    | Mara Santangelo Anna Čakvetadze Venus Williams Julia Vakulenko                |
| 30 aprile | Estoril Open 2007 Oeiras, Portogallo Terra rossa Singolare - Doppio                      | Tier IV   | Gréta Arn 2–6, 6–1, 7–6(3)                        | Viktoryja Azaranka                             | Nuria Llagostera Vives Lucie Šafářová | Marion Bartoli Sofia Arvidsson Lourdes Domínguez Lino Gisela Dulko            |
| 30 aprile | Estoril Open 2007 Oeiras, Portogallo Terra rossa Singolare - Doppio                      | Tier IV   | Andreea Ehritt-Vanc Anastasija Rodionova 6–3, 6–2 | Lourdes Domínguez Lino Arantxa Parra Santonja  | Nuria Llagostera Vives Lucie Šafářová | Marion Bartoli Sofia Arvidsson Lourdes Domínguez Lino Gisela Dulko            |

## Maggio
| Settimana               | Torneo                                                                        | Categoria   | Vincitrice                                     | Finalista                                | Semifinaliste                           | Eliminate ai quarti                                                     |
| ----------------------- | ----------------------------------------------------------------------------- | ----------- | ---------------------------------------------- | ---------------------------------------- | --------------------------------------- | ----------------------------------------------------------------------- |
| 7 maggio                | Qatar Telecom German Open 2007 Berlino, Germania Singolare - Doppio           | Tier I      | Ana Ivanović 3-6, 6-4, 7–6(4)                  | Svetlana Kuznecova                       | Justine Henin Julia Vakulenko           | Jelena Janković Nadia Petrova Patty Schnyder Dinara Safina              |
| 7 maggio                | Qatar Telecom German Open 2007 Berlino, Germania Singolare - Doppio           | Tier I      | Lisa Raymond Samantha Stosur 6-3, 6-4          | Tathiana Garbin Roberta Vinci            | Justine Henin Julia Vakulenko           | Jelena Janković Nadia Petrova Patty Schnyder Dinara Safina              |
| 7 maggio                | ECM Prague Open 2007 Praga, Repubblica Ceca Singolare - Doppio                | Tier IV     | Akiko Morigami 6-1, 6-3                        | Marion Bartoli                           | Klára Zakopalová Viktoryja Azaranka     | Jarmila Gajdošová Julia Schruff Camille Pin Dominika Cibulková          |
| 7 maggio                | ECM Prague Open 2007 Praga, Repubblica Ceca Singolare - Doppio                | Tier IV     | Petra Cetkovská Andrea Hlaváčková 7–6(7), 6-2  | Ji Chunmei Sun Shengnan                  | Klára Zakopalová Viktoryja Azaranka     | Jarmila Gajdošová Julia Schruff Camille Pin Dominika Cibulková          |
| 14 maggio               | Internazionali d'Italia 2007 Roma, Italia Singolare - Doppio                  | Tier I      | Jelena Janković 7-5, 6-1                       | Svetlana Kuznecova                       | Patty Schnyder Daniela Hantuchová       | Serena Williams Elena Dement'eva Anabel Medina Garrigues Dinara Safina  |
| 14 maggio               | Internazionali d'Italia 2007 Roma, Italia Singolare - Doppio                  | Tier I      | Nathalie Dechy Mara Santangelo 6-4, 6-1        | Tathiana Garbin Roberta Vinci            | Patty Schnyder Daniela Hantuchová       | Serena Williams Elena Dement'eva Anabel Medina Garrigues Dinara Safina  |
| 14 maggio               | Grand Prix SAR La Princesse Lalla Meryem 2007 Fès, Marocco Singolare - Doppio | Tier IV     | Milagros Sequera 6-1, 6-3                      | Aleksandra Wozniak                       | María Emilia Salerni Ioana Raluca Olaru | Sandra Klösel Alizé Cornet Caroline Wozniacki Camille Pin               |
| 14 maggio               | Grand Prix SAR La Princesse Lalla Meryem 2007 Fès, Marocco Singolare - Doppio | Tier IV     | Vania King Sania Mirza 6-1, 6-2                | Andreea Ehritt-Vanc Anastasija Rodionova | María Emilia Salerni Ioana Raluca Olaru | Sandra Klösel Alizé Cornet Caroline Wozniacki Camille Pin               |
| 21 maggio               | Internationaux de Strasbourg 2007 Strasburgo, Francia Singolare - Doppio      | Tier III    | Anabel Medina Garrigues 6-4, 4-6, 6-4          | Amélie Mauresmo                          | Marion Bartoli Jelena Janković          | Émilie Loit Elena Vesnina Li Na Maria Elena Camerin                     |
| 21 maggio               | Internationaux de Strasbourg 2007 Strasburgo, Francia Singolare - Doppio      | Tier III    | Yan Zi Zheng Jie 6-3, 6-4                      | Alicia Molik Sun Tiantian                | Marion Bartoli Jelena Janković          | Émilie Loit Elena Vesnina Li Na Maria Elena Camerin                     |
| 21 maggio               | Istanbul Cup 2007 Istanbul, Turchia Singolare - Doppio                        | Tier III    | Elena Dement'eva 7–6(5), 3-0 rit.              | Aravane Rezaï                            | Marija Šarapova Al'ona Bondarenko       | Agnieszka Radwańska Meghann Shaughnessy Patty Schnyder Catalina Castaño |
| 21 maggio               | Istanbul Cup 2007 Istanbul, Turchia Singolare - Doppio                        | Tier III    | Agnieszka Radwańska Urszula Radwańska 6-1, 6-3 | Chan Yung-jan Sania Mirza                | Marija Šarapova Al'ona Bondarenko       | Agnieszka Radwańska Meghann Shaughnessy Patty Schnyder Catalina Castaño |
| 27 maggio (2 settimane) | Open di Francia 2007 Parigi, Francia Terra rossa Singolare - Doppio - Misto   | Grande Slam | Justine Henin 6-1, 6-2                         | Ana Ivanović                             | Jelena Janković Marija Šarapova         | Serena Williams Nicole Vaidišová Svetlana Kuznecova Anna Čakvetadze     |
| 27 maggio (2 settimane) | Open di Francia 2007 Parigi, Francia Terra rossa Singolare - Doppio - Misto   | Grande Slam | Alicia Molik Mara Santangelo 7–6(5), 6-4       | Katarina Srebotnik Ai Sugiyama           | Jelena Janković Marija Šarapova         | Serena Williams Nicole Vaidišová Svetlana Kuznecova Anna Čakvetadze     |
| 27 maggio (2 settimane) | Open di Francia 2007 Parigi, Francia Terra rossa Singolare - Doppio - Misto   | Grande Slam | Doppio Misto: Andy Ram Nathalie Dechy 7-5, 6-3 | Nenad Zimonjić Katarina Srebotnik        | Jelena Janković Marija Šarapova         | Serena Williams Nicole Vaidišová Svetlana Kuznecova Anna Čakvetadze     |

## Giugno
| Settimana               | Torneo                                                                                    | Categoria   | Vincitrici                                                       | Finaliste                                      | Semifinaliste                    | Eliminate ai quarti                                                    |
| ----------------------- | ----------------------------------------------------------------------------------------- | ----------- | ---------------------------------------------------------------- | ---------------------------------------------- | -------------------------------- | ---------------------------------------------------------------------- |
| 11 giugno               | DFS Classic 2007 Birmingham, Gran Bretagna Erba Singolare - Doppio                        | Tier III    | Jelena Janković 4-6, 6-3, 7-5                                    | Marija Šarapova                                | Marion Bartoli Mara Santangelo   | Elena Lichovceva Daniela Hantuchová Li Na Al'ona Bondarenko            |
| 11 giugno               | DFS Classic 2007 Birmingham, Gran Bretagna Erba Singolare - Doppio                        | Tier III    | Chan Yung-jan Chuang Chia-jung 7–6(3), 6-3                       | Tiantian Sun Meilen Tu                         | Marion Bartoli Mara Santangelo   | Elena Lichovceva Daniela Hantuchová Li Na Al'ona Bondarenko            |
| 11 giugno               | Barcelona KIA 2007 Barcellona, Spagna Terra rossa Singolare - Doppio                      | Tier IV     | Meghann Shaughnessy 6-3, 6-2                                     | Edina Gallovits                                | Flavia Pennetta Virginie Razzano | Ágnes Szávay Émilie Loit Kaia Kanepi Alla Kudrjavceva                  |
| 11 giugno               | Barcelona KIA 2007 Barcellona, Spagna Terra rossa Singolare - Doppio                      | Tier IV     | Arantxa Parra Santonja Nuria Llagostera Vives 7–6(3), 2-6, 12-10 | Lourdes Domínguez Lino Flavia Pennetta         | Flavia Pennetta Virginie Razzano | Ágnes Szávay Émilie Loit Kaia Kanepi Alla Kudrjavceva                  |
| 18 giugno               | International Women's Open 2007 Eastbourne, Gran Bretagna Erba Singolare - Doppio         | Tier II     | Justine Henin 7-5, 6(4)–7, 7–6(2)                                | Amélie Mauresmo                                | Marion Bartoli Nadia Petrova     | Nicole Vaidišová Elena Dement'eva Sybille Bammer Shahar Peer           |
| 18 giugno               | International Women's Open 2007 Eastbourne, Gran Bretagna Erba Singolare - Doppio         | Tier II     | Lisa Raymond Samantha Stosur 6(5)–7, 6-4, 6-3                    | Květa Peschke Rennae Stubbs                    | Marion Bartoli Nadia Petrova     | Nicole Vaidišová Elena Dement'eva Sybille Bammer Shahar Peer           |
| 18 giugno               | Ordina Open 2007 's-Hertogenbosch, Paesi Bassi Erba Singolare - Doppio                    | Tier III    | Anna Čakvetadze 7–6(2), 3-6, 6-3                                 | Jelena Janković                                | Dinara Safina Daniela Hantuchová | Al'ona Bondarenko Flavia Pennetta Angelique Kerber Ana Ivanović        |
| 18 giugno               | Ordina Open 2007 's-Hertogenbosch, Paesi Bassi Erba Singolare - Doppio                    | Tier III    | Yung-Jan Chan Chia-Jung Chuang 7-5, 6-2                          | Anabel Medina Garrigues Virginia Ruano Pascual | Dinara Safina Daniela Hantuchová | Al'ona Bondarenko Flavia Pennetta Angelique Kerber Ana Ivanović        |
| 25 giugno (2 settimane) | Torneo di Wimbledon 2007 Wimbledon, Londra, Gran Bretagna Erba Singolare - Doppio - Misto | Grande Slam | Venus Williams 6-4, 6-1                                          | Marion Bartoli                                 | Justine Henin Ana Ivanović       | Serena Williams Michaëlla Krajicek Nicole Vaidišová Svetlana Kuznecova |
| 25 giugno (2 settimane) | Torneo di Wimbledon 2007 Wimbledon, Londra, Gran Bretagna Erba Singolare - Doppio - Misto | Grande Slam | Cara Black Liezel Huber 3-6, 6-3, 6-2                            | Katarina Srebotnik Ai Sugiyama                 | Justine Henin Ana Ivanović       | Serena Williams Michaëlla Krajicek Nicole Vaidišová Svetlana Kuznecova |
| 25 giugno (2 settimane) | Torneo di Wimbledon 2007 Wimbledon, Londra, Gran Bretagna Erba Singolare - Doppio - Misto | Grande Slam | Doppio Misto: Jamie Murray Jelena Janković 6-4, 3-6, 6-1         | Jonas Björkman Alicia Molik                    | Justine Henin Ana Ivanović       | Serena Williams Michaëlla Krajicek Nicole Vaidišová Svetlana Kuznecova |

## Luglio
| Settimana | Torneo                                                                                  | Categoria | Vincitrice                                                    | Finalista                          | Semifinaliste                     | Eliminate ai quarti                                                     |
| --------- | --------------------------------------------------------------------------------------- | --------- | ------------------------------------------------------------- | ---------------------------------- | --------------------------------- | ----------------------------------------------------------------------- |
| 16 luglio | Cincinnati Masters 2007 Cincinnati, Stati Uniti Cemento Singolare - Doppio              | Tier III  | Anna Čakvetadze 6-1, 6-3                                      | Akiko Morigami                     | Sania Mirza Akgul Amanmuradova    | Elena Vesnina Ol'ga Govorcova Lilia Osterloh Patty Schnyder             |
| 16 luglio | Cincinnati Masters 2007 Cincinnati, Stati Uniti Cemento Singolare - Doppio              | Tier III  | Bethanie Mattek Sania Mirza 7–6(4), 7-5                       | Alina Židkova Tat'jana Puček       | Sania Mirza Akgul Amanmuradova    | Elena Vesnina Ol'ga Govorcova Lilia Osterloh Patty Schnyder             |
| 16 luglio | Internazionali Femminili di Palermo 2007 Palermo, Italia Terra rossa Singolare - Doppio | Tier IV   | Ágnes Szávay 6-0, 6-1                                         | Martina Müller                     | Sara Errani Karin Knapp           | Lourdes Domínguez Lino Agnieszka Radwańska Émilie Loit Flavia Pennetta  |
| 16 luglio | Internazionali Femminili di Palermo 2007 Palermo, Italia Terra rossa Singolare - Doppio | Tier IV   | Marija Korytceva Darya Kustava 6-4, 6-1                       | Alice Canepa Karin Knapp           | Sara Errani Karin Knapp           | Lourdes Domínguez Lino Agnieszka Radwańska Émilie Loit Flavia Pennetta  |
| 23 luglio | Bank of the West Classic 2007 Stanford (California), USA Cemento Singolare - Doppio     | Tier II   | Anna Čakvetadze 6-3, 6-2                                      | Sania Mirza                        | Daniela Hantuchová Sybille Bammer | Katarina Srebotnik Ol'ga Govorcova Patty Schnyder Lilia Osterloh        |
| 23 luglio | Bank of the West Classic 2007 Stanford (California), USA Cemento Singolare - Doppio     | Tier II   | Sania Mirza Shahar Peer 6-4, 7–6(5)                           | Viktoryja Azaranka Anna Čakvetadze | Daniela Hantuchová Sybille Bammer | Katarina Srebotnik Ol'ga Govorcova Patty Schnyder Lilia Osterloh        |
| 23 luglio | Gastein Ladies 2007 Bad Gastein, Austria Terra rossa Singolare - Doppio                 | Tier III  | Francesca Schiavone 6-1, 6-4                                  | Yvonne Meusburger                  | Kaia Kanepi Karin Knapp           | Ágnes Szávay Renata Voráčová María José Martínez Lourdes Domínguez Lino |
| 23 luglio | Gastein Ladies 2007 Bad Gastein, Austria Terra rossa Singolare - Doppio                 | Tier III  | Lucie Hradecká Renata Voráčová 6-3, 7-5                       | Ágnes Szávay Vladimíra Uhlířová    | Kaia Kanepi Karin Knapp           | Ágnes Szávay Renata Voráčová María José Martínez Lourdes Domínguez Lino |
| 30 luglio | Acura Classic 2007 San Diego, Stati Uniti Cemento Singolare - Doppio                    | Tier I    | Marija Šarapova 6-2, 3-6, 6-0                                 | Patty Schnyder                     | Anna Čakvetadze Elena Dement'eva  | Sania Mirza Venus Williams Nadia Petrova Marija Kirilenko               |
| 30 luglio | Acura Classic 2007 San Diego, Stati Uniti Cemento Singolare - Doppio                    | Tier I    | Cara Black Liezel Huber 7-5, 6-4                              | Viktoryja Azaranka Anna Čakvetadze | Anna Čakvetadze Elena Dement'eva  | Sania Mirza Venus Williams Nadia Petrova Marija Kirilenko               |
| 30 luglio | Nordea Nordic Light Open 2007 Stoccolma, Svezia Cemento Singolare - Doppio              | Tier IV   | Agnieszka Radwańska 6-1, 6-1                                  | Vera Duševina                      | Julia Görges Cvetana Pironkova    | Dominika Cibulková Émilie Loit Stéphanie Cohen-Aloro Caroline Wozniacki |
| 30 luglio | Nordea Nordic Light Open 2007 Stoccolma, Svezia Cemento Singolare - Doppio              | Tier IV   | Anabel Medina Garrigues Virginia Ruano Pascual 6-1, 5-7, 10-6 | Chin-Wei Chan Tetjana Lužans'ka    | Julia Görges Cvetana Pironkova    | Dominika Cibulková Émilie Loit Stéphanie Cohen-Aloro Caroline Wozniacki |

## Agosto
| Settimana               | Torneo                                                                          | Categoria   | Vincitrice                                              | Finalista                        | Semifinaliste                     | Eliminate ai quarti                                                   |
| ----------------------- | ------------------------------------------------------------------------------- | ----------- | ------------------------------------------------------- | -------------------------------- | --------------------------------- | --------------------------------------------------------------------- |
| 6 agosto                | East West Bank Classic 2007 Los Angeles, USA Cemento Singolare - Doppio         | Tier II     | Ana Ivanović 7-5, 6-4                                   | Nadia Petrova                    | Marija Šarapova Jelena Janković   | Elena Dement'eva Virginie Razzano Marija Kirilenko Viktoryja Azaranka |
| 6 agosto                | East West Bank Classic 2007 Los Angeles, USA Cemento Singolare - Doppio         | Tier II     | Květa Peschke Rennae Stubbs 6-0, 6-1                    | Alicia Molik Mara Santangelo     | Marija Šarapova Jelena Janković   | Elena Dement'eva Virginie Razzano Marija Kirilenko Viktoryja Azaranka |
| 13 agosto               | Canada Masters 2007 Toronto, Canada Cemento Singolare - Doppio                  | Tier I      | Justine Henin 7–6(3), 7-5                               | Jelena Janković                  | Yan Zi Tatiana Golovin            | Nadia Petrova Marion Bartoli Svetlana Kuznecova Virginie Razzano      |
| 13 agosto               | Canada Masters 2007 Toronto, Canada Cemento Singolare - Doppio                  | Tier I      | Katarina Srebotnik Ai Sugiyama 6-4, 2-6, 10-5           | Cara Black Liezel Huber          | Yan Zi Tatiana Golovin            | Nadia Petrova Marion Bartoli Svetlana Kuznecova Virginie Razzano      |
| 20 agosto               | Pilot Pen Tennis 2007 New Haven, USA Cemento Singolare - Doppio                 | Tier II     | Svetlana Kuznecova 4-6, 3-0 rit.                        | Ágnes Szávay                     | Elena Dement'eva Eléni Daniilídou | Francesca Schiavone Marion Bartoli Dinara Safina Al'ona Bondarenko    |
| 20 agosto               | Pilot Pen Tennis 2007 New Haven, USA Cemento Singolare - Doppio                 | Tier II     | Sania Mirza Mara Santangelo 6-1, 6-2                    | Cara Black Liezel Huber          | Elena Dement'eva Eléni Daniilídou | Francesca Schiavone Marion Bartoli Dinara Safina Al'ona Bondarenko    |
| 20 agosto               | Forest Hills Tennis Classic 2007 Forest Hills, USA Cemento Singolare            | Tier IV     | Gisela Dulko 6-2, 6-2                                   | Virginie Razzano                 | Elena Vesnina Nathalie Dechy      | Akiko Morigami Aiko Nakamura Audra Cohen Meilen Tu                    |
| 27 agosto (2 settimane) | US Open 2007 Flushing Meadows, New York, USA Cemento Singolare - Doppio - Misto | Grande Slam | Justine Henin 6-1, 6-3                                  | Svetlana Kuznecova               | Venus Williams Anna Čakvetadze    | Serena Williams Jelena Janković Ágnes Szávay Shahar Peer              |
| 27 agosto (2 settimane) | US Open 2007 Flushing Meadows, New York, USA Cemento Singolare - Doppio - Misto | Grande Slam | Nathalie Dechy Dinara Safina 6-4, 6-2                   | Yung-Jan Chan Chia-Jung Chuang   | Venus Williams Anna Čakvetadze    | Serena Williams Jelena Janković Ágnes Szávay Shahar Peer              |
| 27 agosto (2 settimane) | US Open 2007 Flushing Meadows, New York, USA Cemento Singolare - Doppio - Misto | Grande Slam | Doppio Misto: Maks Mirny Viktoryja Azaranka 6-4, 7–6(6) | Leander Paes Meghann Shaughnessy | Venus Williams Anna Čakvetadze    | Serena Williams Jelena Janković Ágnes Szávay Shahar Peer              |

## Settembre
| Settimana    | Torneo                                                                                            | Categoria | Vincitrice                                    | Finalista                        | Semifinaliste                           | Eliminate ai quarti                                                            |
| ------------ | ------------------------------------------------------------------------------------------------- | --------- | --------------------------------------------- | -------------------------------- | --------------------------------------- | ------------------------------------------------------------------------------ |
| 10 settembre | Commonwealth Bank Tennis Classic 2007 Bali, Indonesia Cemento Singolare - Doppio                  | Tier III  | Lindsay Davenport 6-4, 3-6, 6-2               | Daniela Hantuchová               | Sara Errani Sorana Cîrstea              | Jelena Janković Aiko Nakamura Edina Gallovits Ayumi Morita                     |
| 10 settembre | Commonwealth Bank Tennis Classic 2007 Bali, Indonesia Cemento Singolare - Doppio                  | Tier III  | Chunmei Ji Shengnan Sun 6-3, 6-2              | Jill Craybas Natalie Grandin     | Sara Errani Sorana Cîrstea              | Jelena Janković Aiko Nakamura Edina Gallovits Ayumi Morita                     |
| 17 settembre | China Open 2007 Pechino, Cina Cemento Singolare - Doppio                                          | Tier II   | Ágnes Szávay 6(7)–7, 7-5, 6-2                 | Jelena Janković                  | Peng Shuai Lindsay Davenport            | María Emilia Salerni Amélie Mauresmo Elena Dement'eva Akiko Morigami           |
| 17 settembre | China Open 2007 Pechino, Cina Cemento Singolare - Doppio                                          | Tier II   | Chuang Chia-jung Hsieh Su-wei 7–6(2), 6-3     | Han Xinyun Xu Yi-Fan             | Peng Shuai Lindsay Davenport            | María Emilia Salerni Amélie Mauresmo Elena Dement'eva Akiko Morigami           |
| 17 settembre | Sunfeast Open 2007 Calcutta, India Cemento Singolare - Doppio                                     | Tier III  | Marija Kirilenko 6-0, 6-2                     | Marija Korytceva                 | Anne Keothavong Daniela Hantuchová      | Tat'jana Puček Tzipora Obziler Flavia Pennetta Chan Yung-jan                   |
| 17 settembre | Sunfeast Open 2007 Calcutta, India Cemento Singolare - Doppio                                     | Tier III  | Vania King Alla Kudrjavceva 6-1, 6-4          | Alberta Brianti Marija Korytceva | Anne Keothavong Daniela Hantuchová      | Tat'jana Puček Tzipora Obziler Flavia Pennetta Chan Yung-jan                   |
| 17 settembre | Slovenia Open WTA 2007 Portorose, Slovenia Cemento Singolare - Doppio                             | Tier IV   | Tatiana Golovin 2-6, 6-4, 6-4                 | Katarina Srebotnik               | Vera Duševina Gisela Dulko              | Meilen Tu Vera Zvonarëva Émilie Loit Sybille Bammer                            |
| 17 settembre | Slovenia Open WTA 2007 Portorose, Slovenia Cemento Singolare - Doppio                             | Tier IV   | Lucie Hradecká Renata Voráčová 5-7, 6-4, 10-7 | Andreja Klepač Elena Lichovceva  | Vera Duševina Gisela Dulko              | Meilen Tu Vera Zvonarëva Émilie Loit Sybille Bammer                            |
| 24 settembre | Fortis Championships Luxembourg 2007 Lussemburgo, Lussemburgo Cemento (indoor) Singolare - Doppio | Tier II   | Ana Ivanović 3-6, 6-4, 6-4                    | Daniela Hantuchová               | Marion Bartoli Vera Zvonarëva           | Anna Čakvetadze Patty Schnyder Viktoryja Azaranka Tatiana Golovin              |
| 24 settembre | Fortis Championships Luxembourg 2007 Lussemburgo, Lussemburgo Cemento (indoor) Singolare - Doppio | Tier II   | Iveta Benešová Janette Husárová 6-4, 6-2      | Viktoryja Azaranka Shahar Peer   | Marion Bartoli Vera Zvonarëva           | Anna Čakvetadze Patty Schnyder Viktoryja Azaranka Tatiana Golovin              |
| 24 settembre | Guangzhou International Women's Open 2007 Canton, Cina Cemento Singolare - Doppio                 | Tier III  | Virginie Razzano 6-0, 6-3                     | Tzipora Obziler                  | Anastasija Rodionova Dominika Cibulková | Anabel Medina Garrigues Ioana Raluca Olaru Alicia Molik Virginia Ruano Pascual |
| 24 settembre | Guangzhou International Women's Open 2007 Canton, Cina Cemento Singolare - Doppio                 | Tier III  | Peng Shuai Yan Zi 6-3, 6-4                    | Vania King Sun Tiantian          | Anastasija Rodionova Dominika Cibulková | Anabel Medina Garrigues Ioana Raluca Olaru Alicia Molik Virginia Ruano Pascual |
| 24 settembre | Hansol Korea Open 2007 Seul, Corea del Sud Cemento Singolare - Doppio                             | Tier IV   | Venus Williams 6-3, 1-6, 6-4                  | Marija Kirilenko                 | Flavia Pennetta Eléni Daniilídou        | Marta Domachowska Ayumi Morita Catalina Castaño Ágnes Szávay                   |
| 24 settembre | Hansol Korea Open 2007 Seul, Corea del Sud Cemento Singolare - Doppio                             | Tier IV   | Chuang Chia-jung Hsieh Su-wei 6-2, 6-2        | Eléni Daniilídou Jasmin Wöhr     | Flavia Pennetta Eléni Daniilídou        | Marta Domachowska Ayumi Morita Catalina Castaño Ágnes Szávay                   |

## Ottobre
| Settimana  | Torneo                                                                                 | Categoria | Vincitrice                                              | Finalista                           | Semifinaliste                        | Eliminate ai quarti                                                     |
| ---------- | -------------------------------------------------------------------------------------- | --------- | ------------------------------------------------------- | ----------------------------------- | ------------------------------------ | ----------------------------------------------------------------------- |
| 1º ottobre | Porsche Tennis Grand Prix 2007 Stoccarda, Germania Cemento (indoor) Singolare - Doppio | Tier II   | Justine Henin 2-6, 6-2, 6-1                             | Tatiana Golovin                     | Jelena Janković Svetlana Kuznecova   | Elena Dement'eva Nadia Petrova Kateryna Bondarenko Serena Williams      |
| 1º ottobre | Porsche Tennis Grand Prix 2007 Stoccarda, Germania Cemento (indoor) Singolare - Doppio | Tier II   | Květa Peschke Rennae Stubbs 6(5)–7, 7–6(4), 10-2        | Yung-Jan Chan Dinara Safina         | Jelena Janković Svetlana Kuznecova   | Elena Dement'eva Nadia Petrova Kateryna Bondarenko Serena Williams      |
| 1º ottobre | Japan Open Tennis Championships 2007 Tokyo, Giappone Cemento Singolare - Doppio        | Tier III  | Virginie Razzano 4-6, 7–6(7), 6-4                       | Venus Williams                      | Caroline Wozniacki Flavia Pennetta   | Alicia Molik Klára Zakopalová Camille Pin Sania Mirza                   |
| 1º ottobre | Japan Open Tennis Championships 2007 Tokyo, Giappone Cemento Singolare - Doppio        | Tier III  | Sun Tiantian Yan Zi 1-6, 6-2, 10-6                      | Chuang Chia-jung Vania King         | Caroline Wozniacki Flavia Pennetta   | Alicia Molik Klára Zakopalová Camille Pin Sania Mirza                   |
| 1º ottobre | Tashkent Open 2007 Tashkent, Uzbekistan Cemento Singolare - Doppio                     | Tier IV   | Pauline Parmentier 7-5, 6-2                             | Viktoryja Azaranka                  | Elena Vesnina Ol'ga Govorcova        | Ksenia Palkina Ioana Raluca Olaru Katie O'Brien Akgul Amanmuradova      |
| 1º ottobre | Tashkent Open 2007 Tashkent, Uzbekistan Cemento Singolare - Doppio                     | Tier IV   | Kacjaryna Dzehalevič Nastas'sja Jakimava 2-6, 6-4, 10-7 | Tat'jana Puček Anastasija Rodionova | Elena Vesnina Ol'ga Govorcova        | Ksenia Palkina Ioana Raluca Olaru Katie O'Brien Akgul Amanmuradova      |
| 8 ottobre  | Kremlin Cup 2007 Mosca, Russia Cemento (indoor) Singolare - Doppio                     | Tier I    | Elena Dement'eva 5-7, 6-1, 6-1                          | Serena Williams                     | Svetlana Kuznecova Dinara Safina     | Vera Duševina Nicole Vaidišová Vera Zvonarëva Viktoryja Azaranka        |
| 8 ottobre  | Kremlin Cup 2007 Mosca, Russia Cemento (indoor) Singolare - Doppio                     | Tier I    | Cara Black Liezel Huber 4-6, 6-1, 10-7                  | Viktoryja Azaranka Tat'jana Puček   | Svetlana Kuznecova Dinara Safina     | Vera Duševina Nicole Vaidišová Vera Zvonarëva Viktoryja Azaranka        |
| 8 ottobre  | PTT Bangkok Open 2007 Bangkok, Thailandia Cemento (indoor) Singolare - Doppio          | Tier III  | Flavia Pennetta 6-1, 6-3                                | Chan Yung-jan                       | Yan Zi Venus Williams                | Vania King Urszula Radwańska Shahar Peer Camille Pin                    |
| 8 ottobre  | PTT Bangkok Open 2007 Bangkok, Thailandia Cemento (indoor) Singolare - Doppio          | Tier III  | Sun Tiantian Yan Zi Walkover                            | Ayumi Morita Junri Namigata         | Yan Zi Venus Williams                | Vania King Urszula Radwańska Shahar Peer Camille Pin                    |
| 15 ottobre | Open di Zurigo 2007 Zurigo, Svizzera Cemento Singolare - Doppio                        | Tier I    | Justine Henin 6-4, 6-4                                  | Tatiana Golovin                     | Nicole Vaidišová Francesca Schiavone | Agnieszka Radwańska Al'ona Bondarenko Marion Bartoli Svetlana Kuznecova |
| 15 ottobre | Open di Zurigo 2007 Zurigo, Svizzera Cemento Singolare - Doppio                        | Tier I    | Květa Peschke Rennae Stubbs 7-5, 7-6(1)                 | Lisa Raymond Francesca Schiavone    | Nicole Vaidišová Francesca Schiavone | Agnieszka Radwańska Al'ona Bondarenko Marion Bartoli Svetlana Kuznecova |
| 22 ottobre | Generali Ladies Linz 2007 Linz, Austria Cemento (indoor) Singolare - Doppio            | Tier II   | Daniela Hantuchová 6-4, 6-2                             | Patty Schnyder                      | Marion Bartoli Nicole Vaidišová      | Anna Čakvetadze Julia Vakulenko Dinara Safina Al'ona Bondarenko         |
| 22 ottobre | Generali Ladies Linz 2007 Linz, Austria Cemento (indoor) Singolare - Doppio            | Tier II   | Cara Black Liezel Huber 6-2, 3-6, 10-8                  | Katarina Srebotnik Ai Sugiyama      | Marion Bartoli Nicole Vaidišová      | Anna Čakvetadze Julia Vakulenko Dinara Safina Al'ona Bondarenko         |
| 29 ottobre | Bell Challenge 2007 Quebec, Canada Cemento (indoor) Singolare - Doppio                 | Tier III  | Lindsay Davenport 6-4, 6-1                              | Julia Vakulenko                     | Julie Ditty Vera Zvonarëva           | Vania King Ol'ga Govorcova Stéphanie Foretz Gacon Ol'ga Pučkova         |
| 29 ottobre | Bell Challenge 2007 Quebec, Canada Cemento (indoor) Singolare - Doppio                 | Tier III  | Christina Fusano Raquel Kops-Jones 6-2, 7–6(6)          | Stéphanie Dubois Renata Voráčová    | Julie Ditty Vera Zvonarëva           | Vania King Ol'ga Govorcova Stéphanie Foretz Gacon Ol'ga Pučkova         |

## Novembre
| Settimana  | Torneo                                                                | Categoria           | Vincitrice                             | Finalista                      | Semifinaliste                | Eliminate ai quarti                                                  |
| ---------- | --------------------------------------------------------------------- | ------------------- | -------------------------------------- | ------------------------------ | ---------------------------- | -------------------------------------------------------------------- |
| 5 novembre | WTA Tour Championships 2007 Madrid, Spagna Cemento Singolare - Doppio | Torneo di fine anno | Justine Henin 5-7, 7-5, 6-3            | Marija Šarapova                | Ana Ivanović Anna Čakvetadze | Marion Bartoli Jelena Janković Daniela Hantuchová Svetlana Kuznecova |
| 5 novembre | WTA Tour Championships 2007 Madrid, Spagna Cemento Singolare - Doppio | Torneo di fine anno | Cara Black Liezel Huber 5-7, 6-3, 10-8 | Katarina Srebotnik Ai Sugiyama | Ana Ivanović Anna Čakvetadze | Marion Bartoli Jelena Janković Daniela Hantuchová Svetlana Kuznecova |

## Dicembre
Nessun evento

## Ranking a fine anno
Nella tabella riportata sono presenti le prime dieci tenniste a fine stagione.

### Singolare
| #   | Giocatrice         | Punti | Rank. 2006 | /       |
| 1.  | Justine Henin      | 6.155 | 1          | Stabile |
| 2.  | Svetlana Kuznecova | 3.725 | 4          | 2       |
| 3.  | Jelena Janković    | 3.475 | 12         | 9       |
| 4.  | Ana Ivanović       | 3.461 | 24         | 10      |
| 5.  | Maria Sharapova    | 2.956 | 2          | 3       |
| 6.  | Anna Chakvetadze   | 2.935 | 13         | 7       |
| 7.  | Serena Williams    | 2.802 | 95         | 88      |
| 8.  | Venus Williams     | 2.470 | 46         | 38      |
| 9.  | Daniela Hantukova  | 2.367 | 17         | 8       |
| 10. | Marion Bartoli     | 2.191 | 18         | 8       |

Nel corso della stagione due tenniste hanno occupato la prima posizione:
- Henin = fine 2006 – 28 gennaio 2007
- Sharapova = 29 gennaio – 18 marzo
- Henin = 19 marzo – fine anno